# Железопътна линия 7 (България)
Главна железопътна линия № 7 Мездра – Видин от Националната железопътна мрежа на България е единична (с изключение на удвоената отсечка Руска Бяла – Враца), електрифицирана (включително и продължението на линията по Дунав мост-2 към Румъния) и с междурелсие 1435 mm. Дължината ѝ е малко под 192 km. Отклоненията от Главна линия 7 с номера 71 (до Берковица) и 72 (до Лом) също са електрифицирани и с междурелсие 1435 mm.
Железопътната линия е построена за сравнително кратко време в цялата си дължина, независимо от забавянията, причинени от войните. Първата отсечка от гара Мездра до Брусарци и до Лом (линия 72), както и участъка Бойчиновци – Брусарци от линия 71 са въведени в експлоатация през 1913 г. През 1916 е въведена в редовна експлоатация и останалата част от линия 71, а вторият участък от главна линия 7 – Брусарци – Димово през 1918 г. Последният участък (Димово – Видин) е въведен през 1923 г.
В гарите Мездра и Мездра-юг линията прави връзка с .Между Враца и Мездра-юг чрез жп тунел има жп връзка Главна жп линия 2 за София и Варна, от гара Бойчиновци започва жп линия № 71 за Берковица, от гара Брусарци – жп линия 72 за Лом. От гара „Видин-товарна“ линията се разделя на две – в посока гара Видин-пътническа, и в посока Разделен Пост „Капитановци“. От разделния пост се отделя линия (отклонение) № 73 за Кошава, връзката със закритата за експлоатация жп гара „Видин-фериботна“ и жп линия за Дунав мост-2 и връзката с Румъния.

## История
Проучвания за свързване чрез железопътна линия на градовете Видин и Лом със София са правени още през 1895 – 1900 г. Първоначално идеята е да се осъществи железопътна връзка между Лом и гара Мездра и оттам покрай река Дунав да се стигне до Видин. По-късно, през 1904 г. е направено проучване връзката да бъде по долината на река Огоста, а през 1905 г. се прави ново проучване за преминаване на линията през Брусарци. Приет е вариантът за линията Мездра – Брусарци – Видин с дължина 181 km с отклонения Бойчиновци – Берковица с дължина 37,6 km и Брусарци – Лом с дължина 24,4 km. За построяването на железопътната линия с посочените отклонения на 28 май 1908 г. е проведен търг и строителството е възложено на търговската банка „Кирил Кирчев и С-ие“ – София, при строителна стойност на обекта 22 725 000 златни лева. Впоследствие банката прехвърля строителството на създаденото специално за целта акционерно дружество под името „Главно предприятие за построяване на железопътна линия Мездра – Видин“.
Срокът за построяване на линията по договор е три години и завършване 28 юли 1911 г. Договорният срок за предаване на линията не е спазен и правителството го удължава с още две години. На 17 септември 1912 г. се обявява обща мобилизация във връзка със започването на Балканската война и строителството на линията Мездра – Видин е изоставено. В голяма степен е напреднало строителството на участъка Мездра – Брусарци и отклонението за Лом. Със строежа на този участък се заемат военните власти и го довършват с помощта на инженерните войски. Открит е за редовна експлоатация на 18 септември 1913 г.
На 14 септември 1913 г. „Главното предприятие“ поисква анулирането на договора и ликвидирането на предприятието. Правителството не уважава искането му и започва да извършва строителни работи в участъка Брусарци – Видин за негова сметка. Вследствие на войните от 1912 до 1918 г. строителството на железопътната линия от Брусарци до Видин е забавено и тя е предадена за редовна експлоатация едва на 1 юли 1923 г.
Техническите показатели на линията в план и профил са с минимален радиус на кривите 250 m и максимален наклон 25 ‰.
От 1953 до 1964 г. горното строене на железопътната линия Мездра – Видин е подновено за първи път в България по механизиран начин с релси тип „Р 49“ с дължина 24 и 25 m.
През 1942 г. е открита фериботната линия Видин – Калафат и участъка до закритата в наши дни гара „Видин-фериботна“. Самият ферибот е закрит окончателно през 2013 г. във връзка с открития мост „Нова Европа“ над река Дунав. Железопътната отсечка е електрифицирана и е разчетена за движение със скорост 160 km/h.
През 1983 г. е електрифициран първият участък от линията (Мездра – Лом), а по-късно цялата линия 7, както и линия 71. През 1988 г. е електрифициран и отсечката Брусарци – Видин.
През 2012 г. във връзка с изпълнението на проекта „Дунав мост Видин – Калафат – прилежаща железопътна инфраструктура“ гарата е основно реконструирана и модернизирана. Със заповед генералния директор на ДП НКЖИ от 5 ноември 2012 г. гара Видин е преименувана на гара „Видин пътническа“ и от същата дата са открити и гара „Видин товарна“ и разделен пост „Капитановци“. На следващата година е открит и мостът над река Дунав „Нова Европа“ и железопътната линия по него. Участъкът е електрифициран и с максимална допустима скорост 160 km/h.

## 72 линия
Отклонението Брусарци – Лом свързва едно от най-големите наши пристанища на река Дунав с железопътната мрежа на България. В експлоатация е от 18 септември 1913 г., заедно с участъка Мездра – Брусарци, дължината му е 24,4 km, с минимален радиус на кривите 300 m, максимален наклон 13 ‰.

## 71 линия
Отклонението Бойчиновци – Берковица е открито за редовна експлоатация на 17 май 1916 г. и има дължина 37,6 km. Построено е с минимален радиус 300 m и максимален наклон 22 ‰. Във връзка с построяването на язовир „Огоста“ над Монтана през 1969 г. линията от Монтана до Боровци е изместена по ново трасе.

## Технически съоръжения по железопътната линия

### Гари и разделни постове
| име на гарата  | приемно-отправни коловози (ПОК) | приемно-отправни коловози (ПОК) | приемно-отправни коловози (ПОК) | осигурителна инсталация |
| име на гарата  | брой ПОК                        | максимална полезна дължина      | минимална полезна дължина       | осигурителна инсталация |
| -------------- | ------------------------------- | ------------------------------- | ------------------------------- | ----------------------- |
| Мездра юг      | 4                               | 705                             | 654                             | МРЦ                     |
| Мездра         | 9                               | 707                             | 491                             | МРЦ                     |
| Руска бяла     | 3                               | 716                             | 655                             | ЕЦ-М                    |
| Враца          | 6                               | 715                             | 505                             | РУКЗ                    |
| Бели извор     | 3                               | 635                             | 620                             | МРЦ                     |
| Криводол       | 3                               | 771                             | 578                             | ЕЦ-М                    |
| Бойчиновци     | 5                               | 590                             | 429                             | МРЦ                     |
| Мърчево        | 2                               | 547                             | 522                             | МРЦ                     |
| Медковец       | 2                               | 727                             | 631                             | МРЦ                     |
| Брусарци       | 6                               | 571                             | 367                             | МРЦ                     |
| Дреновец       | 2                               | 719                             | 716                             | РУКЗ                    |
| Орешец         | 2                               | 681                             | 611                             | РУКЗ                    |
| Димово         | 2                               | 595                             | 584                             | РУКЗ                    |
| Срацимир       | 2                               | 597                             | 509                             | РУКЗ                    |
| РП Видбол      | 3                               | 589                             | 531                             | РУКЗ                    |
| Видин товарна  | 5                               | 1079                            | 700                             | МКЦ                     |
| Видин пътн.    | 9                               | 688                             | 55                              | МКЦ                     |
| РП Капитановци | –                               | –                               | –                               | МКЦ                     |
| Монтана        | 3                               | 410                             | 346                             | РУКЗ                    |
| Берковица      | 3                               | 384                             | 234                             | РУКЗ                    |
| Лом            | 5                               | 846                             | 556                             | без ОИ                  |

### Мостове
| междугарие                       | намира се на km | обща дължина, m | изграден от            | препятствие |
| -------------------------------- | --------------- | --------------- | ---------------------- | ----------- |
| Мездра юг – Руска бяла           | 0+886           | 26,90           | стоманобетон           | път         |
| Мездра юг – Руска бяла           | 1+354           | 28,25           | стоманобетон           | река        |
| Мездра – Руска бяла              | 0+625           | 20,00           | стоманобетон           | река        |
| Мездра – Руска бяла              | 1+040           | 31,00           | стоманобетон           | път         |
| Мездра – Руска бяла              | 2+135           | 16,80           | стоманобетон           | път         |
| Мездра – Руска бяла              | 2+244           | 28,25           | стоманобетон           | река        |
| Мездра – Руска бяла              | 6+461           | 16,80           | стоманобетон           | черен път   |
| Враца – Бели извор               | 17+976          | 26,70           | стоманобетон           | улица       |
| Враца – Бели извор               | 27+135          | 21,40           | стоманобетон           | река        |
| Враца – Бели извор               | 28+133          | 27,00           | стоманобетон           | река        |
| Криводол – Ракево                | 41+039          | 65,60           | стомана                | р. Ботуня   |
| Криводол – Ракево                | 44+143          | 18,70           | стоманобетон           | дере        |
| Бойчиновци – Мърчево             | 57+704          | 169,80          | стомана                | р. Огоста   |
| Бойчиновци – Мърчево             | 61+150          | 22,65           | стомана                | река        |
| Бойчиновци – Мърчево             | 61+150          | 22,65           | стомана                | река        |
| Мърчево – сп. Габровница         | 62+745          | 22,40           | стомана                | река        |
| Мърчево – сп. Габровница         | 64+153          | 18,30           | стомана                | река        |
| сп. Габровница – сп. Д. Церовене | 76+242          | 47,60           | стомана                | река        |
| Брусарци – Дреновец              | 94+830          | 41,75           | стомана                | дере        |
| Брусарци – Дреновец              | 96+385          | 20,60           | стомана                | река        |
| Брусарци – Дреновец              | 96+460          | 20,60           | стомана                | река        |
| Брусарци – Дреновец              | 101+255         | 26,90           | стомана                | дере        |
| Брусарци – Дреновец              | 101+731         | 117,70          | стомана                | р. Лом      |
| Димово – сп. Макреш              | 140+764         | 79,00           | стомана и стоманобетон | река        |
| Срацимр – РП Видбол              | 168+069         | 23,80           | стомана                | дере        |
| Срацимр – РП Видбол              | 168+344         | 43,65           | стомана                | река        |
| РП Видбол – Видин тов.           | 171+375         | 25,00           | стомана                | река        |
| РП Видбол – Видин тов.           | 172+125         | 14,00           | стомана                | дере        |
| РП Видбол – Видин тов.           | 173+910         | 13,80           | стомана                | канал       |
| РП Видбол – Видин тов.           | 176+701         | 36,40           | стомана                | канал       |
| РП Видбол – Видин тов.           | 173+910         | 13,80           | стомана                | канал       |
| РП Капитановци – Голенци         | 191+397         | 64,00           | стомана                | р. Дунав    |
| Бойчиновци – Монтана             | 4+641           | 156,60          | стомана                | р. Огоста   |
| Бойчиновци – Монтана             | 5+904           | 32,15           | стомана                | река        |
| Бойчиновци – Монтана             | 11+805          | 13,60           | стомана                | канал       |
| Монтана – сп. Боровци            | 14+584          | 108,00          | стоманобетон           | р. Огоста   |
| Монтана – сп. Боровци            | 15+028          | 25,75           | стоманобетон           | шосе        |
| Монтана – сп. Боровци            | 24+761          | 75,00           | стоманобетон           | р. Бързия   |
| сп. Боровци – Берковица          | 30+178          | 51,90           | стомана                | р. Бързия   |
| сп. Боровци – Берковица          | 33+625          | 32,50           | стомана                | р. Бързия   |
| Брусарци – Стал. махала          | 6+612           | 117,30          | стомана                | р. Лом      |
| Брусарци – Стал. махала          | 7+794           | 12,40           | стоманобетон           | дере        |

### Тунели
| № | междугарие             | тунел № | от km   | до km   | дължина, m | построен |
| - | ---------------------- | ------- | ------- | ------- | ---------- | -------- |
| 1 | Мездра юг – Руска бяла | 1       | 0+908   | 1+045   | 137,00     | 1970     |
| 2 | Орешец – Димово        | 2       | 133+283 | 133+451 | 167,70     | 1912     |
| 3 | Орешец – Димово        | 3       | 138+816 | 139+074 | 258,10     | 1912     |

### Максимално допустими скорости (към 29.05.2022 г.)
| от гара        | до гара           | скорост |
| -------------- | ----------------- | ------- |
| Мездра юг      | Руска бяла        | 90      |
| Мездра         | Руска бяла        | 90      |
| Руска бяла     | Бели Извор        | 90      |
| Бели Извор     | сп. Ракево        | 80      |
| сп. Ракево     | Бойчиновци        | 70      |
| Бойчиновци     | Мърчево           | 80      |
| Мърчево        | сп. Габровница    | 70      |
| сп. Габровница | Брусарци          | 80      |
| Брусарци       | сп. Воднянци      | 70      |
| сп. Воднянци   | Орешец            | 60      |
| Орешец         | Видин пътн.       | 70      |
| Видин пътн.    | Капитановци       | 40      |
| Видин тов.     | Голенци (Румъния) | 160     |
| Бойчиновци     | сп. Боровци       | 65      |
| сп. Боровци    | Берковица         | 40      |
| Брусарци       | Лом               | 90      |